# Tomasz Jarzębowski
Tomasz Stanisław Jarzębowski (ur. 16 listopada 1978 w Warszawie) – były polski piłkarz występujący na pozycji pomocnika lub obrońcy. Reprezentant Polski. Mistrz Polski i zdobywca Pucharu Ligi Polskiej z Legią Warszawa.
Z wykształcenia technik ochrony środowiska.
Jest piątym w historii wychowankiem Legii Warszawa, który trafił do reprezentacji Polski a czwartym, po Henryku Grzybowskim, Stanisławie Fołtynie i Ryszardzie Milewskim, reprezentantem Polski broniącym barw warszawskiej drużyny.
Jest wnukiem Kazimierza Jarzębowskiego, przedwojennego piłkarza Skry Warszawa.
30 listopada 2016 rozegrał ostatni mecz w karierze. Na boisku spędził 90 minut i przyczynił się do historycznego awansu Wigier Suwałki do półfinału Pucharu Polski. Drużyna z Suwałk zremisowała z GKS Jastrzębie 1:1.
Po zakończonej karierze piłkarskiej przyglądał się pracy trenerów zatrudnionych w akademii Legii Warszawa.
Od sezonu 2017-2018 jest odpowiedzialny za obserwowanie wypożyczonych piłkarzy z Legii Warszawa do innych klubów.

## Statystyki klubowe
| Klub               | Sezon              | Liga               | Liga  | Liga   | Puchar kraju | Puchar kraju | Europa | Europa | Puchar Ligi | Puchar Ligi | Suma  | Suma   |
| Klub               | Sezon              | Liga               | Mecze | Bramki | Mecze        | Bramki       | Mecze  | Bramki | Mecze       | Bramki      | Mecze | Bramki |
| ------------------ | ------------------ | ------------------ | ----- | ------ | ------------ | ------------ | ------ | ------ | ----------- | ----------- | ----- | ------ |
| Legia Warszawa     | 1997/1998          | Ekstraklasa        | 4     | 0      | 0            | 0            | –      | –      | –           | –           | 4     | 0      |
| Legia Warszawa     | 1999/2000          | Ekstraklasa        | 6     | 1      | 3            | 0            | 2      | 0      | 3           | 0           | 14    | 1      |
| Legia Warszawa     | 2000/2001          | Ekstraklasa        | 18    | 4      | 3            | 0            | –      | –      | 3           | 0           | 24    | 4      |
| Legia Warszawa     | 2001/2002          | Ekstraklasa        | 12    | 1      | 3            | 0            | 3      | 0      | 1           | 0           | 19    | 1      |
| Legia Warszawa     | 2002/2003          | Ekstraklasa        | 18    | 3      | 0            | 0            | –      | –      | –           | –           | 18    | 3      |
| Legia Warszawa     | 2003/2004          | Ekstraklasa        | 17    | 1      | 5            | 0            | –      | –      | –           | –           | 22    | 1      |
| Legia Warszawa     | 2004/2005          | Ekstraklasa        | 4     | 0      | 0            | 0            | 2      | 0      | –           | –           | 6     | 0      |
| Legia Warszawa     | 2008/2009 w        | Ekstraklasa        | 7     | 0      | 3            | 0            | –      | –      | 2           | 1           | 12    | 1      |
| Legia Warszawa     | 2009/2010          | Ekstraklasa        | 15    | 0      | 4            | 1            | –      | –      | –           | –           | 19    | 1      |
| Legia Warszawa     | Ogólnie            | Ogólnie            | 101   | 10     | 21           | 1            | 7      | 0      | 9           | 1           | 138   | 13     |
| GKS Bełchatów      | 2005/2006 w        | Ekstraklasa        | 6     | 0      | 0            | 0            | –      | –      | –           | –           | 6     | 0      |
| GKS Bełchatów      | 2006/2007          | Ekstraklasa        | 26    | 5      | 1            | 1            | –      | –      | 6           | 1           | 33    | 7      |
| GKS Bełchatów      | 2007/2008          | Ekstraklasa        | 29    | 4      | 1            | 0            | 3      | 0      | –           | –           | 33    | 4      |
| GKS Bełchatów      | 2008/2009 j        | Ekstraklasa        | 17    | 3      | 0            | 0            | –      | –      | 2           | 0           | 19    | 3      |
| GKS Bełchatów      | Ogólnie            | Ogólnie            | 78    | 12     | 2            | 1            | 3      | 0      | 8           | 1           | 91    | 14     |
| Miedź Legnica      | 2010/2011          | II liga            | 17    | 5      | 0            | 0            | –      | –      | –           | –           | 17    | 5      |
| Miedź Legnica      | Ogólnie            | Ogólnie            | 17    | 5      | 0            | 0            | 0      | 0      | 0           | 0           | 17    | 5      |
| Arka Gdynia        | 2011/2012          | I liga             | 24    | 3      | 6            | 2            | –      | –      | –           | –           | 30    | 5      |
| Arka Gdynia        | 2012/2013          | I liga             | 31    | 3      | 1            | 0            | –      | –      | –           | –           | 32    | 3      |
| Arka Gdynia        | 2013/2014          | I liga             | 28    | 4      | 4            | 0            | –      | –      | –           | –           | 32    | 4      |
| Arka Gdynia        | Ogólnie            | Ogólnie            | 83    | 10     | 11           | 2            | 0      | 0      | 0           | 0           | 94    | 12     |
| Wigry Suwałki      | 2014/2015          | I liga             | 27    | 0      | 1            | 0            | –      | –      | –           | –           | 28    | 0      |
| Wigry Suwałki      | 2015/2016          | I liga             | 17    | 2      | 2            | 0            | –      | –      | –           | –           | 19    | 2      |
| Wigry Suwałki      | 2016/2017 j        | I liga             | 2     | 0      | 4            | 0            | –      | –      | –           | –           | 6     | 0      |
| Wigry Suwałki      | Ogólnie            | Ogólnie            | 46    | 2      | 7            | 0            | 0      | 0      | 0           | 0           | 53    | 2      |
| Ogólnie w karierze | Ogólnie w karierze | Ogólnie w karierze | 325   | 39     | 41           | 4            | 10     | 0      | 17          | 2           | 393   | 45     |

## Kariera reprezentacyjna
| l.p. | Data             | Miejsce  | Przeciwnik        | Rezultat | Rozgrywki  | Grał   | Uwagi        |
| ---- | ---------------- | -------- | ----------------- | -------- | ---------- | ------ | ------------ |
| 1.   | 30 kwietnia 2003 | Bruksela | Belgia            | 1-3      | towarzyski | od 85' |              |
| 2.   | 12 lipca 2004    | Chicago  | Stany Zjednoczone | 1-1      | towarzyski | 90'    | Żółta kartka |

## Sukcesy
Legia Warszawa
- Mistrzostwo Polski: 2001/2002
- Puchar Ligi Polskiej: 2001/2002

GKS Bełchatów
- Wicemistrzostwo Polski: 2006/2007